# Kipstraat (Rotterdam)
De Kipstraat is een straat in de Nederlandse stad Rotterdam en loopt van de Goudsesingel naar de Burgemeester van Walsumweg, onderbroken door een grasveld aan het Achterklooster. Zijstraten van de Kipstraat zijn de Bredestraat, Achterklooster, Hoogstraat (deze kruist de Kipstraat), 2e Goudsewagenhof, 3e Goudsewagenhof en de Groenendaal. De straat is ca. 300 meter lang. Aan de Kipstraat bevindt zich de parkeergarage Kiphof en het Rotterdamse veilinghuis Vendu Rotterdam.

## Geschiedenis
Voor 1940 lag de Kipstraat een kwartslag gedraaid tussen de Goudsche Wagenstraat en de Botersloot en vormde zo de verbinding tussen Achterklooster en de Kaasmarkt, parallel aan de Hoogstraat. In de straat werd ooit kaasmarkt gehouden, en in de jaren 1930 was er een arbeidsbureau gevestigd. Aan Kipstraat 76 bevond zich de synagoge van de vereniging Agoedas Achiem.

## Afbeeldingen

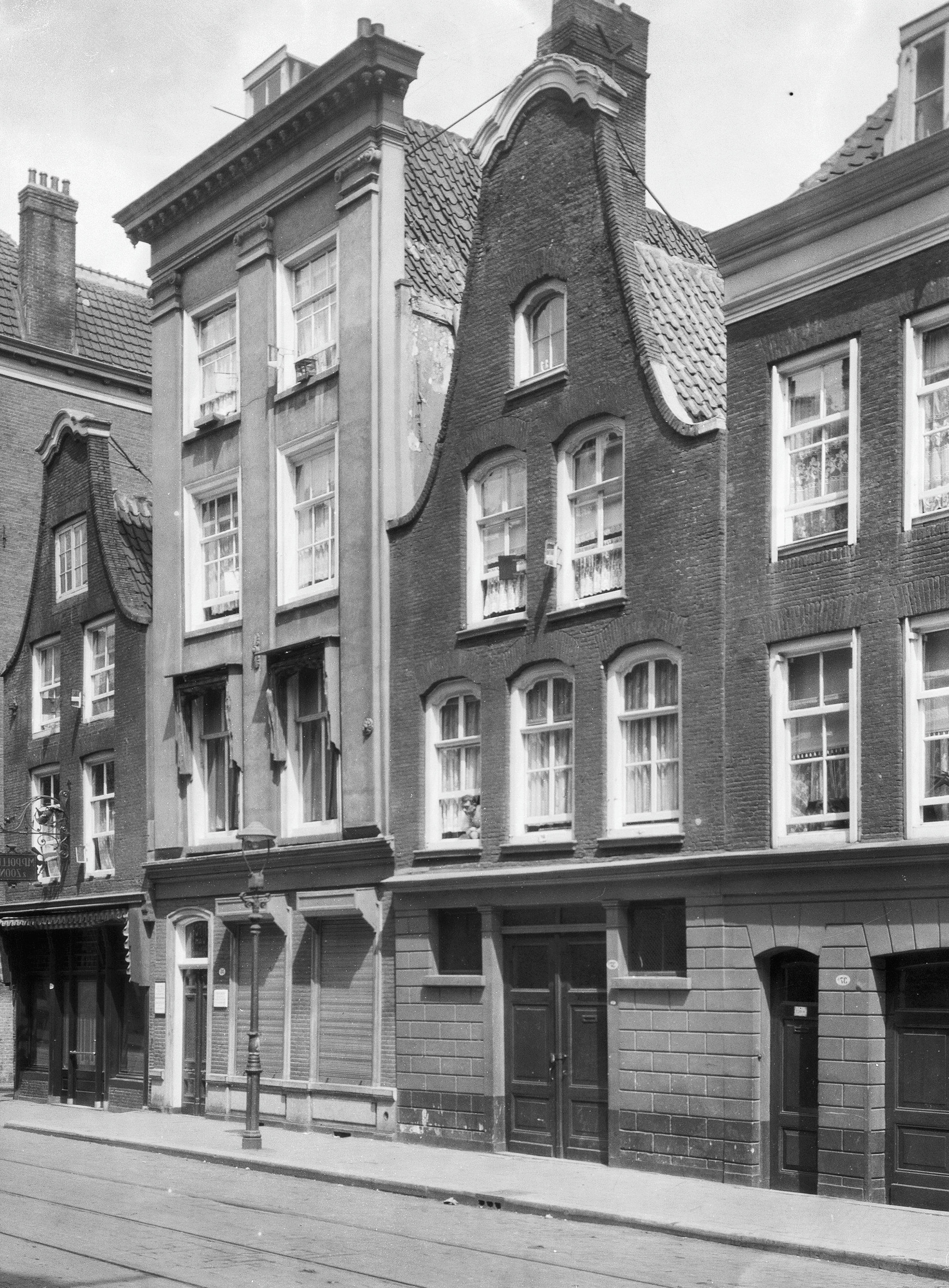
Gevels in Kipstraat voor 1940
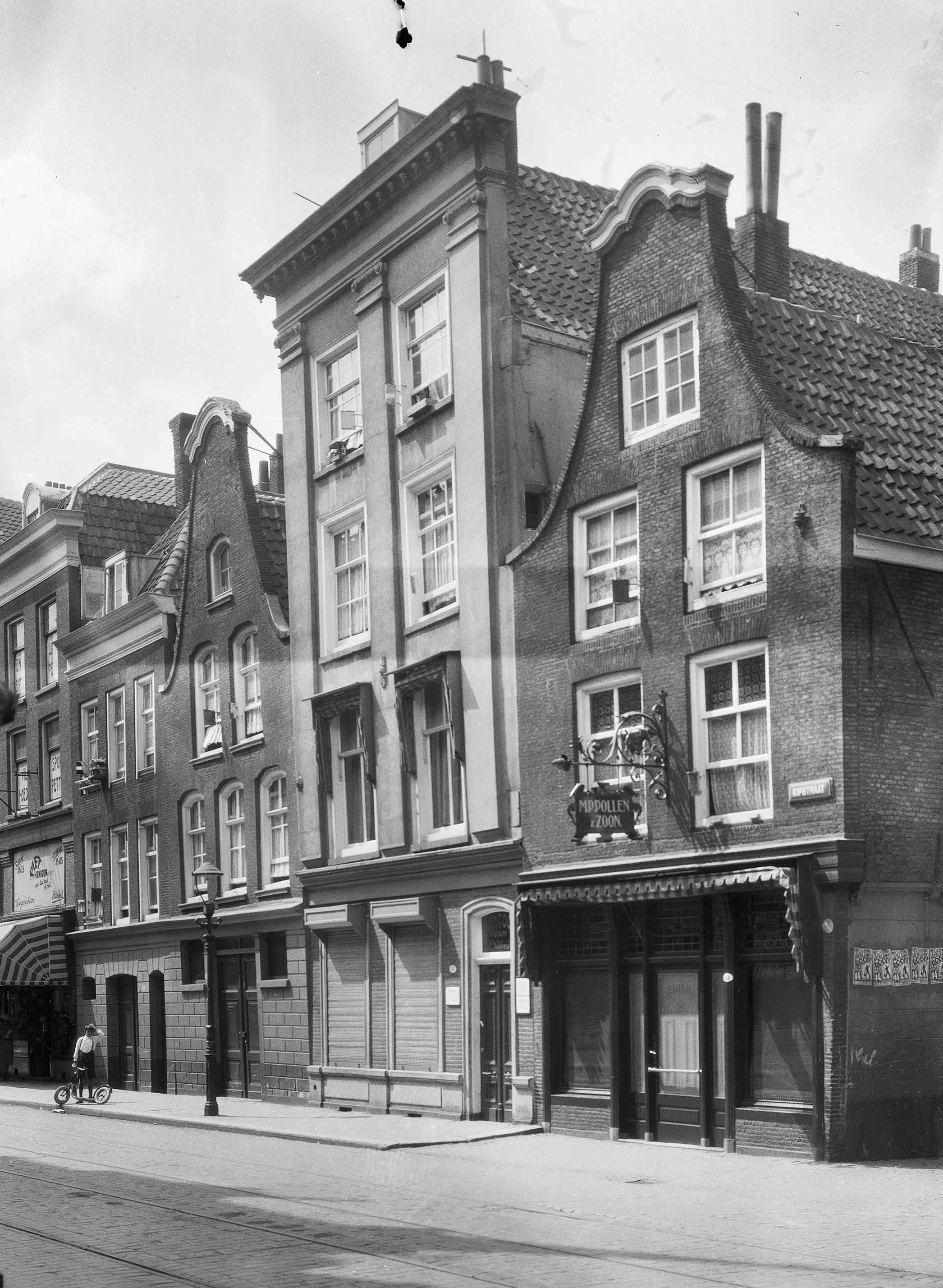
Gevels later, maar voor 1940

Admiraal de Ruyterweg ·
Admiraliteitskade ·
Aert van Nesstraat ·
Baan ·
Batavierenstraat ·
Beukelsdijk ·
Beursplein ·
Beurstraverse ·
Binnenweg ·
Binnenwegplein ·
Binnenrotte ·
Blaak ·
Boezemweg ·
Boompjes ·
Bosland ·
Botersloot ·
Burgemeester van Walsumweg ·
Churchillplein ·
Coolsingel ·
Coolvest ·
Eendrachtsplein ·
Eendrachtsweg ·
Geldersekade ·
Goudsesingel ·
's-Gravendijkwal ·
Haagseveer ·
Henegouwerlaan ·
Hofdijk ·
Hofplein ·
Hoogstraat ·
Jonker Fransstraat ·
Karel Doormanstraat ·
Kipstraat ·
Kolk ·
Koningin Emmaplein ·
Korte Hoogstraat ·
Kruiskade ·
Kruisplein ·
Leuvehoofd ·
Lijnbaan ·
Lombardkade ·
Maasboulevard ·
Mariniersweg ·
Mathenesserlaan ·
Mauritsweg ·
Meent ·
Museumpark ·
Oostmolenwerf ·
Oostplein ·
Oude Binnenweg ·
Parkkade ·
Parklaan ·
Pim Fortuynplaats ·
Plein 1940 ·
Pompenburg ·
Rochussenstraat ·
Saftlevenstraat ·
Schiedamsedijk ·
Schiedamse Vest ·
Schouwburgplein ·
Spaansekade ·
Stadhuisplein ·
Stationsplein ·
Stroveer ·
Van Oldenbarneveltstraat ·
Vasteland ·
Veerkade ·
Weena ·
Westblaak ·
Westerkade ·
West-Kruiskade ·
Westersingel ·
Westplein ·
Willemskade ·
Willemsplein ·
Witte de Withstraat